# Belleville (stanice metra v Paříži)

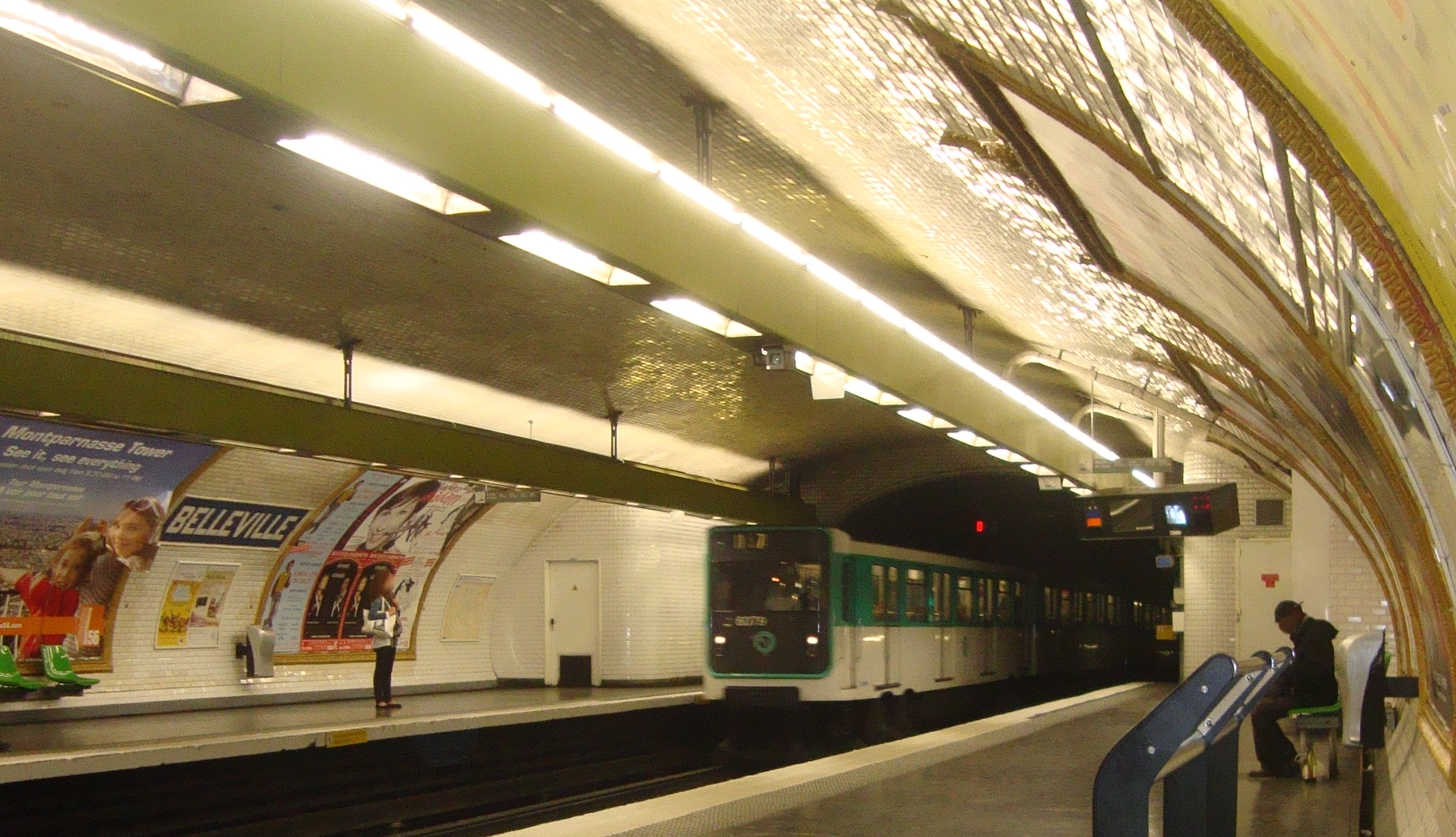
Nástupiště linky 11

Belleville je přestupní stanice pařížského metra mezi linkami 2 a 11, která leží na hranicích 9., 10., 19. a 20. obvodu v Paříži na křižovatce ulic Boulevard de la Villette, Boulevard de Belleville, Rue du Faubourg-du-Temple a Rue de Belleville. V roce 2004 byla stanice s 10,93 milióny cestujících patnáctou nejvytíženější stanicí zdejšího metra.

## Historie
Stanice byla otevřena 31. ledna 1903 při prodloužení linky ze stanice Anvers do stanice Alexandre Dumas (tehdy pod názvem Bagnolet). Dne 28. dubna 1935 přibyl přestup na nově otevřenou linku 11.

## Název
Belleville je název pařížské čtvrtě, ve které se stanice nachází, a která bývala kdysi vsí za hradbami Paříže.

## Vstupy
Stanice má několik východů:
- Boulevard de la Villette před domem č. 1
- Boulevard de la Villette před domem č. 2
- Boulevard de la Villette před domem č. 4
- Boulevard de Belleville před domem č. 79
- Boulevard de Belleville před domem č. 130